# Slaget ved Snyder's Bluff
Slaget ved Snyder's Bluff blev udkæmpet fra den 29. april til 1. maj 1863 under Vicksburg kampagnen i den amerikanske borgerkrig. Unionsstyrker under general William T. Sherman gennemførte en finte mod konfødererede enheder, som holdt højdedraget besat, og let afviste angrebet.  
For at sikre, at der ikke blev trukket tropper tilbage til Grand Gulf (Mississippi)|Grand Gulf for at bistå de konfødererede der, gennemførte en kombineret styrke fra den amerikanske hær og flåde et skinangreb mod Snyder's Bluff. Efter middag den 29. april sejlede kommandørløjtnant med sine otte kanonbåde og 10 transportskibe, som havde generalmajor Francis Blairs division om bord, op ad Yazoo River til mundingen af Chickasaw Bayou hvor de tilbragte natten. Klokken 9 den næste morgen fortsatte styrken, bortset fra en kanonbåd op ad floden til til Drumgould's Bluff og kom i kamp med fjendens kanonbatterier Under kampen fik USS Choctaw mere end 50 træffere, men led ingen tab. Omkring kl. 18 gik tropperne i land og marcherede langs Blake's Levee mod kanonerne. Da de nærmede sig Drumgould's Bluff åbnede et batteri ild mod dem og forårsagede forvirring og tab. Unionsstyrkens fremrykning gik i stå og efter mørkets frembrud gik tropperne igen om bord på transportskibene. Den næste morgen landsatte transportskibene andre tropper. Det sumpede terræn og kraftig fjendtlig artilleribeskydning tvang dem til at trække sig tilbage. Kanonbådede åbnede ild igen omkring kl. 15 og forårsagede nogen skader. Senere aftog skydningen, og den indstilledes da det var blevet aften.  Sherman havde modtaget ordrer om at lande sine tropper ved Milliken's Bend, så kanonbådede vendte tilbage til deres ankerpladser ved mundingen af Yazoo floden.

## Eksterne kilder
32°29′46″N 90°48′00″V / 32.496°N 90.800°V